# 윙스 에어
윙스 에어(영어: Wings Air)는 인도네시아의 항공사로, 인도네시아의 저가 항공사인 라이온 에어의 자회사에 속한다. 허브 공항은 자카르타에 있는 수카르노 하타 국제공항이 있다.

## 보유 기종
- 2019년 8월 기준으로 윙스 에어는 다음과 같이 보유하고 있으며 평균 기령은 10.2년이다.[1]

### 퇴역 기종
- 봄바디어 대쉬 8-300
- 맥도널 더글러스 MD-80